# Czesław Łaksa
Czesław Łaksa es un deportista polaco que compitió en judo. Ganó una medalla de plata en el Campeonato Europeo de Judo de 1966 en la categoría de –70 kg.

## Palmarés internacional
| Campeonato Europeo | Campeonato Europeo      | Campeonato Europeo | Campeonato Europeo |
| Año                | Lugar                   | Medalla            | Categoría          |
| ------------------ | ----------------------- | ------------------ | ------------------ |
| 1966               | Luxemburgo (Luxemburgo) | Medalla de plata   | –70 kg             |